# Аралтобе (Балхаський район)
Аралтобе́ (каз. Аралтөбе) — село у складі Балхаського району Алматинської області Казахстану. Входить до складу Акжарського сільського округу.
Населення — 481 особа (2021; 498 у 2009, 521 у 1999, 572 у 1989).